# Chromatoiulus kievensis
Chromatoiulus kievensis är en mångfotingart som först beskrevs av Hans Lohmander 1928.  Chromatoiulus kievensis ingår i släktet Chromatoiulus och familjen kejsardubbelfotingar. Inga underarter finns listade i Catalogue of Life.